# Neospintharus obscurus
Neospintharus obscurus är en spindelart som först beskrevs av Eugen von Keyserling 1884.  Neospintharus obscurus ingår i släktet Neospintharus och familjen klotspindlar.
Artens utbredningsområde är Peru. Inga underarter finns listade i Catalogue of Life.